# Charles Chauncy (Geistlicher, 1705)

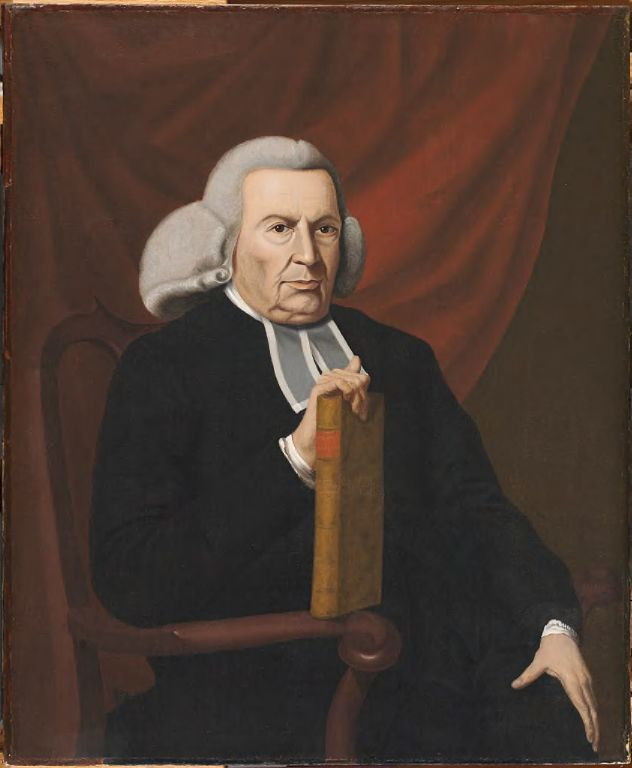
Charles Chauncy

Charles Chauncy (* 1. Januar 1705 in Boston; † 10. Februar 1787 ebenda) war ein englisch-amerikanischer kongregationalistischer Pastor und eine der einflussreichsten Persönlichkeiten seiner Zeit in Neuengland. Er war ein erklärter Gegner von Jonathan Edwards sowie der von diesem unterstützten Erweckungsbewegung des First Great Awakening.

## Leben
Chauncy wurde in die Elite-Klasse der puritanischen Kaufleute geboren, die Boston beherrschte. Sein Urgroßvater Charles Chauncy (1592–1671), nach dem er benannt wurde, war der zweite Präsident von Harvard. Sein Vater war ein erfolgreicher Bostoner Kaufmann. Chauncy wurde an der Boston Latin School und am Harvard College ausgebildet. Im Alter von 19 Jahren erhielt er den Master-Abschluss. Später in seinem Leben erhielt er die Ehrendoktorwürde der Universität von Edinburgh. Er war Gründungsmitglied der American Academy of Arts and Sciences.
Als Pastor Benjamin Wadsworth 1727 die Präsidentschaft des Harvard College übernahm, wurde Charles Chauncy als Assistent von Thomas Foxcroft in den Dienst der „Old Brick“ genannten First Church berufen. Mit 22 Jahren war er der jüngste Pastor, der in den Dienst dieser ältesten und wichtigsten Kirche in Boston berufen wurde. Anfangs setzte er die Tradition aus den Anfängen der Kirchengemeinde fort und predigte Frömmigkeit und disziplinierten Glauben, wobei er die Bibel als einzige Autorität heranzog. Harvards humanistische Erziehung sollte jedoch seine sich entwickelnden theologischen, sozialen und politischen Ansichten beeinflussen. 1762 erlitt Foxcroft einen Schlaganfall und Chauncy übernahm die Leitung der First Church. Insgesamt stand er 60 Jahre lang auf der Kanzel dieser Kirche.

## Wirken
Neben Jonathan Edwards, seinem großen Gegner, war Chauncy wahrscheinlich der einflussreichste Geistliche seiner Zeit in Neuengland. Anders als Edwards wandte Chauncy sich gegen die Erweckungsbewegung (Great Awakening), die zwischen 1739 und 1745 die britischen Kolonien Nordamerikas erfasste. Als Gelehrter misstraute Chauncy aller Gefühlsbetontheit. Entsprechend widersetzte er sich dem erwecklichen Predigtstil der Erweckungsbewegung, was besonders in seiner 1743 erschienenen Schrift Seasonable Thoughts on the State of Religion in New England (etwa: „Abhandlungen über den Zustand der Religion in Neuengland“) zum Ausdruck kommt. In den theologischen Auseinandersetzungen im Anschluss an die Erweckungsbewegung wurde er der Anführer der als „Old Lights“ bezeichneten liberalen Theologen.
Ebenso wurde er zum Anführer der Opposition gegen die Errichtung eines anglikanischen Bistums in den amerikanischen Kolonien. Diesem Thema widmete er verschiedene Schriften, die wichtigste erschien 1771 unter dem Titel Compleat View of Episcopacy. Als überzeugter Anhänger der Unabhängigkeitsbestrebungen der amerikanischen Kolonien brachte er die politischen Auffassungen der Amerikanischen Revolution in Predigten und Flugschriften während dieser Zeit klar zum Ausdruck.
Gegen Ende seines Lebens veröffentlichte Chauncy verschiedene Schriften, durch die er, wohl ungewollt, eine neue liberale theologische Tradition in Amerika begründete: den amerikanischen Unitarismus. Das Manuskript zum 1784 erschienenen The Mystery Hid from Ages and Generations hatte er bereits zwei Jahrzehnte zuvor fertiggestellt. Die Veröffentlichung hatte er jedoch zurückgehalten, weil er die konsequente Logik seiner Argumente erkannt hatte. Er argumentierte für einen angeborenen moralischen Sinn im Menschen, den freien Willen des Menschen, universelle Erlösung und damit die geistliche Gleichheit aller Menschen. Chauncy war bewusst, dass diese Behauptungen sowohl die Lehren seiner eigenen calvinistischen Glaubenstradition untergruben, als auch die soziale Hierarchie, auf die er zeit seines Lebens so großen Wert gelegt hatte.
Nicht zuletzt aufgrund von Chauncys Leben und Werk war in Boston ab 1804 eine liberale christliche Sicht vorherrschend. Der von Chauncy geprägte liberale Glauben verband eine rationale, auf der Aufklärung fußende Grundlage mit theologisch fortschrittlichen und gleichzeitig tief verwurzelten sozial konservativen Haltungen.

## Rezeption
Biograf Charles H. Lippy schrieb: „Chauncy war in erster Linie ein traditioneller puritanischer Kleriker … In der Regel unterstützte Chauncy Zeit seines Lebens diejenigen Geistlichen, die die traditionelle Etikette [der herrschenden Elite] Neuenglands wahrten.“. Obwohl dieser puritanische Stamm in England Dissidenten war (also die Liberalen), waren sie in Amerika die herrschende Elite und damit die Konservativen gegen andere religiöse Gruppen wie die Baptisten und Quäker. Chauncy war daher ein überzeugter und loyaler Unterstützer des Status quo der politischen, sozialen, religiösen und wirtschaftlichen Kaufmannsklasse.
In seinem Buch Old Brick: Charles Chauncy of Boston, 1705–1787 präsentiert Edward M. Griffin eine kurze Zusammenfassung von Chauncys Leben und Werk:

„Chauncy spielte nicht nur eine Rolle bei den großen Ereignissen seiner Zeit und beim Great Awakening, sondern auch bei den Franzosen- und Indianerkriegen, der Kontroverse um die geplante Errichtung des anglikanischen Episkopats in Amerika, politischen Ereignissen aus dem Stempelgesetz durch die Revolution, der Aufstieg der Aufklärung, das Wachstum des ‚liberalen Protestantismus‘, die sozialen Veränderungen in Boston und die Entwicklung des Unitarismus.“

Chauncy organisierte den amerikanischen Klerus und korrespondierte mit dem abweichenden Klerus der Engländer, um zu protestieren und den Eingriff der Church of England in ihre Kolonien zu verhindern. Obwohl seine Bemühungen, den Klerus zu vereinheitlichen, scheiterten, erhielt Chauncy von der University of Edinburgh einen Ehrendoktor. Er war Gründungsmitglied der Amerikanischen Akademie der Künste und Wissenschaften (1780) und wurde von der Massachusetts Historical Society (als sein Porträt dort aufgehängt wurde) als ‚herausragend für seine Talente, Gelehrsamkeit und Liebhaber der Freiheit‘ anerkannt und religiös. ‚Kurz gesagt, er wurde als einer der führenden Intellektuellen des 18. Jahrhunderts in Amerika geehrt. Er war auch ein unangenehmer Elitist. Der Biograf Lippy schrieb, dass Chauncy glaubte‘, die Laien sollten einfach der Führung der Geistlichen folgen, die schließlich theologische Profis waren.

## Schriften
- 1742: The Wonderful Narrative: Or A Faithful Account Of The French Prophets, Their Agitations, Ecstasies, And Inspirations (1742)
- 1743: Seasonable thoughts on the state of religion in New England
- 1755: A letter to a friend giving a concise but just, account, according to the advices hitherto
- 1770: A reply to Dr. Chandler's 'Appeal defended
- 1771: Compleat View of Episcopacy
- 1773: Christian Love, as Exemplified by the First Christian Church, a Sermon
- 1782: Salvation for All Men
- 1784: The Mystery Hid from Ages and Generations
- 1784: The Benevolence of the Deity
- 1784: Five Dissertations on the Scripture Account of the Fall